# Ouneskapi
Ouneskapi, jedna od skupina sjevernoameričkih Indijanaca porodice algonquian, koji su, prema Evan Pritchardu, pripadali užoj skupini Naskapa s poluotoka Labrador, Kanada. Na popisma kod Sultzmana i Swantona se ne spominju.
Naziv Ounescapee se nalazi na Bellinovoj mapi iz 1755., i Hodge ga navodi kao jedan od naziva za Naskape.